# Власюк Анатолій Павлович
Власюк Анатолій Павлович (21 березня 1957 — 11 березня — 2021) — український учений-математик. Професор, доктор технічних наук. Академік громадської організації Академія наук вищої школи України з 2007 року.

## Біографія
Народився в с. Вілія Острозького району Рівненської обл. у родині селян. У 1979 р. закінчив фізико-математичний факультет Рівненського державного педагогічного інституту. Після завершення навчання в інституті працював вчителем математики та фізики Голубнівської середньої школи (1979—1981) та Замостищенської восьмирічної школи (1981—1983) Березнівського району Рівненської обл. З 1983 р. по 1986 р. — аспірант Інституту математики АН УРСР. Працював асистентом кафедри обчислювальної математики Українського інституту інженерів водного господарства (1986—1991), старшим викладачем (1991—1992), доцентом (1992—1997), професором (1997) цієї ж кафедри. З 1997 р. завідувач новоствореної кафедри інформаційних систем та математичного моделювання (нині — кафедра прикладної математики). З 2000 р. до 2013 р. працював деканом факультету прикладної математики та комп'ютерно-інтегрованих систем. В 1987 р. захистив дисертацію на здобуття наукового ступеня кандидата фізико-математичних наук, а в 1996 р. — доктора технічних наук. У 2013—2017 — завідувач кафедри інформаційних систем та обчислювальних методів Міжнародного економіко-гуманітарного університету імені академіка Степана Дем'янчука (м. Рівне). У 2017—2021 рр. — завідувач кафедри економіко-математичного моделювання та інформаційних технологій Національного університету «Острозька академія».

## Наукова діяльність
Сфера наукових інтересів: математичне та комп'ютерне моделювання процесів тепло-масопереносу при фільтрації сольових розчинів в ґрунтових масивах; розчинення солей та корозії бетонних фундаментів гідротехнічних та енергетичних споруд;консолідації та напружено-деформованого стану ґрунтових основ з урахуванням процесів фільтрації та тепло-масопереносу; визначення областей закріплення ґрунтових масивів в процесі нагнітання в'яжучого флюїду; розробка нових та вдосконалення існуючих числових методів та алгоритмів розв'язання відповідних крайових задач.
Опублікував понад 160 наукових і науково-методичних робіт, в тому числі декілька монографій та посібників. Підготував 6 кандидатів і 2 доктори наук. Бере активну участь в роботі редакційних колегій науково-технічних журналів та вісників. Є членом двох спеціалізованих Вчених рад по захисту кандидатських та докторських дисертацій. Бере активну участь у міжнародних та всеукраїнських наукових конференціях.

## Нагороди
Нагороджений: почесними грамотами ректорату університету, Почесною Грамотою Рівненської обласної державної адміністрації, Почесною Грамотою Рівненської обласної ради, Почесною Грамотою Міністерства освіти і науки України.